# Riama cashcaensis
Riama cashcaensis là một loài thằn lằn trong họ Gymnophthalmidae. Loài này được Kizirian & Coloma miêu tả khoa học đầu tiên năm 1991.